# Caputira
Caputira là một đô thị thuộc bang Minas Gerais, Brasil. Đô thị này có diện tích 188,112 km², dân số năm 2007 là 8855 người, mật độ 50,9 người/km².